# FIBA Europapokal der Landesmeister 1963/64
Die Saison 1963/64 war die 7. Spielzeit des FIBA Europapokal der Landesmeister, der von der FIBA Europa veranstaltet wurde.
Den Titel gewann erstmals Real Madrid aus Spanien. Es war der erste Sieg eines nicht-sowjetischen Teams.

## Modus
An der Endrunde nahmen die 14 Meister der jeweiligen nationalen Liga teil. Zuerst wurde eine Qualifikation gespielt. Die Sieger der Spielpaarungen wurden in Hin- und Rückspiel ermittelt. Entscheidend war das gesamte Korbverhältnis beider Spiele. 
Die Sieger der Spielpaarungen in der zweiten Runde, im Viertelfinale, im Halbfinale, sowie im Finale wurden ebenfalls in Hin- und Rückspiel ermittelt.

## 1. Runde (Qualifikation)
|                        | Gesamt  |                       | Hinspiel | Rückspiel |
| ---------------------- | ------- | --------------------- | -------- | --------- |
| CS Alliance Casablanca | 116:177 | Antwerp BC            | 54:73    | 62:104    |
| Wiener SK              | 133:184 | TJ Spartak ZJŠ Brünn  | 71:105   | 62:79     |
| AEK Athen              | 141:154 | Galatasaray Istanbul  | 73:66    | 68:88     |
| SMB Lausanne           | 119:161 | SC Chemie Halle       | 59:72    | 60:89     |
| Alvik BK Stockholm     | 147:173 | Legia Warschau        | 80:98    | 67:75     |
| Celtic BC Belfast      | 119:209 | Real Madrid           | 73:102   | 46:107    |
| BBC Etzella            | 114:145 | Paris Université Club | 57:73    | 57:72     |
| BK Akademik Sofia      | 141:149 | OKK Belgrad           | 61:68    | 80:81     |

## Teilnehmer an der Endrunde
| Belgien          | 1 | Antwerp BC                |
| BR Deutschland   | 1 | TSV Alemannia Aachen      |
| DDR              | 1 | SC Chemie Halle           |
| Finnland         | 1 | Helsingin Kisa-Toverit    |
| Frankreich       | 1 | Paris Université Club     |
| Israel           | 1 | Maccabi Tel Aviv          |
| Italien          | 1 | Simmenthal Olimpia Milano |
| Jugoslawien      | 1 | OKK Belgrad               |
| Polen            | 1 | Legia Warschau            |
| Portugal         | 1 | Benfica Lissabon          |
| Rumänien         | 1 | CSA Steaua Bukarest       |
| Spanien          | 1 | Real Madrid               |
| Tschechoslowakei | 1 | Spartak-Zbrojovka Brünn   |
| Türkei           | 1 | Galatasaray Istanbul      |

- Der Sieger des Vorjahres, ZSKA Moskau, der im Viertelfinale starten sollte, nahm nicht teil, was vom sowjetischen Verband mit der „wichtigeren Vorbereitung auf die Olympischen Spiele 1964“ begründet wurde.[1]

## 2. Runde
Die Hinspiele fanden vom 19. bis zum 21. Dezember 1963 (das für den 24. Dezember angeordnete Spiel war abgesagt), die Rückspiele vom 5. bis zum 23. Januar 1964 statt.
|                        | Gesamt  |                           | Hinspiel        | Rückspiel | Entscheidungsspiel |
| ---------------------- | ------- | ------------------------- | --------------- | --------- | ------------------ |
| Antwerp BC             | 170:180 | Simmenthal Olimpia Milano | 84:90           | 86:90     |                    |
| Maccabi Tel Aviv       | 111:154 | TJ Spartak ZJŠ Brünn      | 60:58           | 51:96     |                    |
| Galatasaray Istanbul   | 187:188 | CSA Steaua Bukarest       | 69:51           | 62:80     | 56:57 1            |
| Helsingin Kisa-Toverit | 139:129 | SC Chemie Halle           | 75:64           | 64:65     |                    |
| TSV Alemannia Aachen   | 112:208 | Real Madrid               | 69:93           | 43:115    |                    |
| OKK Belgrad            | 105:63  | Paris Université Club     | nur ein Spiel 2 | 105:63    |                    |

- Freilos:  Legia Warschau (wegen der Zurückziehung von  Benfica Lissabon)

## Viertelfinale
Die Hinspiele fanden vom 6. bis zum 12. Februar, die Rückspiele vom 19. bis zum 23. Februar 1964 statt.
|                           | Gesamt  |                        | Hinspiel | Rückspiel |
| ------------------------- | ------- | ---------------------- | -------- | --------- |
| CSA Steaua Bukarest       | 169:196 | TJ Spartak ZJŠ Brünn   | 94:92    | 75:104    |
| Simmenthal Olimpia Milano | 186:167 | Helsingin Kisa-Toverit | 99:70    | 87:97     |
| Legia Warschau            | 176:194 | Real Madrid            | 90:102   | 86:92     |

- Freilos:  OKK Belgrad

## Halbfinale
Die Hinspiele fanden vom 11. bis zum 12. März, die Rückspiele vom 25. März bis zum 1. April 1964 statt.
|                           | Gesamt  |                      | Hinspiel | Rückspiel |
| ------------------------- | ------- | -------------------- | -------- | --------- |
| OKK Belgrad               | 178:179 | TJ Spartak ZJŠ Brünn | 103:94   | 75:85     |
| Simmenthal Olimpia Milano | 160:178 | Real Madrid          | 82:77    | 78:101    |

## Finale
Das Hinspiel fand am 27. April, das Rückspiel am 10. Mai 1964 statt.
|                      | Gesamt  |             | Hinspiel | Rückspiel |
| -------------------- | ------- | ----------- | -------- | --------- |
| TJ Spartak ZJŠ Brünn | 174:183 | Real Madrid | 110:99   | 64:84     |

- Final-Topscorer:  Emiliano Rodríguez (Real Madrid): 59 Punkte